# Boiga nigriceps
Boiga nigriceps este o specie de șerpi din genul Boiga, familia Colubridae, descrisă de Günther 1863. A fost clasificată de IUCN ca specie cu risc scăzut. Conform Catalogue of Life specia Boiga nigriceps nu are subspecii cunoscute.